# パリ工芸博物館

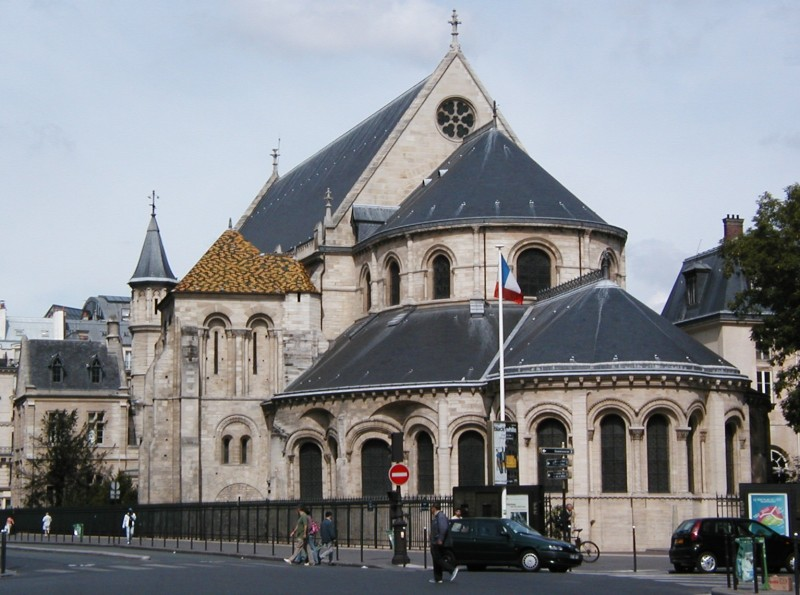
パリ工芸博物館の建物

パリ工芸博物館(Musée des Arts et Métiers)とは、フランス国立工芸院(CNAM)付属の博物館。

## 概要
アンリ・グレゴワール (Henri Grégoire) の発案で1794年に国民公会 (Convention nationale) によって創設。国立工芸院 (CNAM) の科学の遺産、発明の保管場所として、サン＝マルタン＝デ＝シャン教会(l'abbaye St-Martin-des-Champs)の小修道院の建物を使い博物館としたもの。
Musée National des Techniques（ミュゼ・ナシオナル・デ・テクニーク：国立技術博物館）という名称で運営されていたが、1990年から2000年にかけて大改装され、2000年からは"Musée des Arts et Métiers"（ミュゼ・デ・アール・エ・メティエ、パリ工芸博物館）として再公開されている。博物館前に降りられる地下鉄駅（アール・エ・メティエ駅）がある。
器具、物質、建築、通信、エネルギー、機械、輸送の7つの分野にスペースを分けて展示している。常設展示は6000平方メートルのスペースが割かれ、展示点数は8万以上、設計図が1万5千。
毎年20万人が訪れ、うち児童生徒が4万人。
フーコーの振り子が保管されていたが、現在はパンテオンに移っている。
日本語表記としては「パリ工芸博物館」以外に、「技術博物館」「工芸技術史博物館」「工芸技術博物館」「工芸院博物館」などの表記がある。

## 展示品

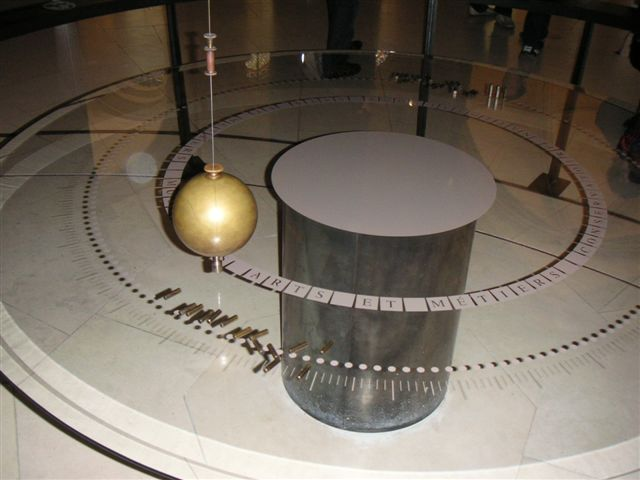
フーコーの振り子
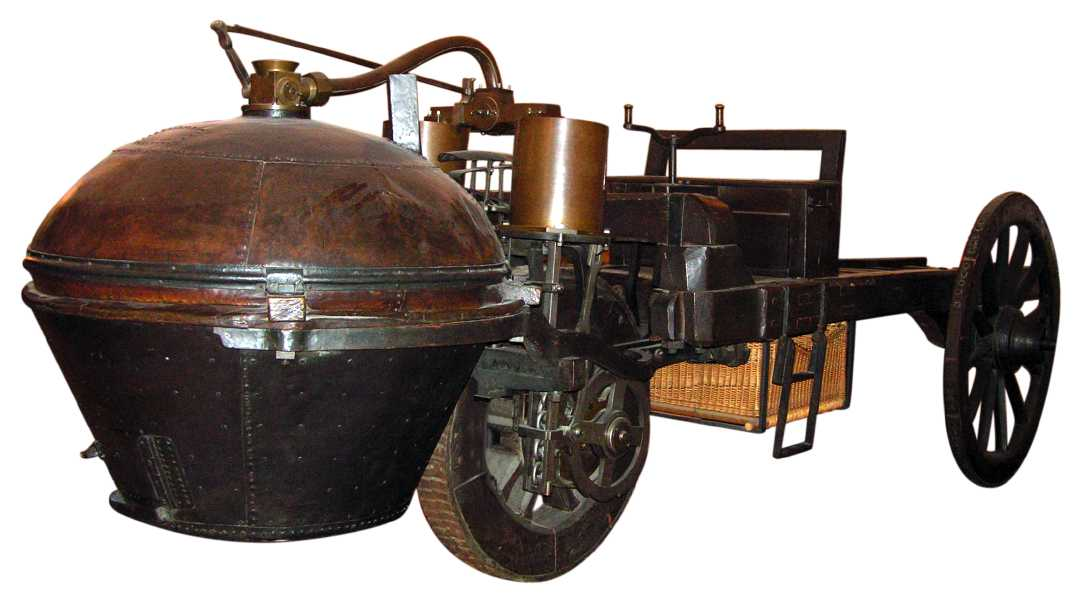
最初の自動車　キュニョーの砲車
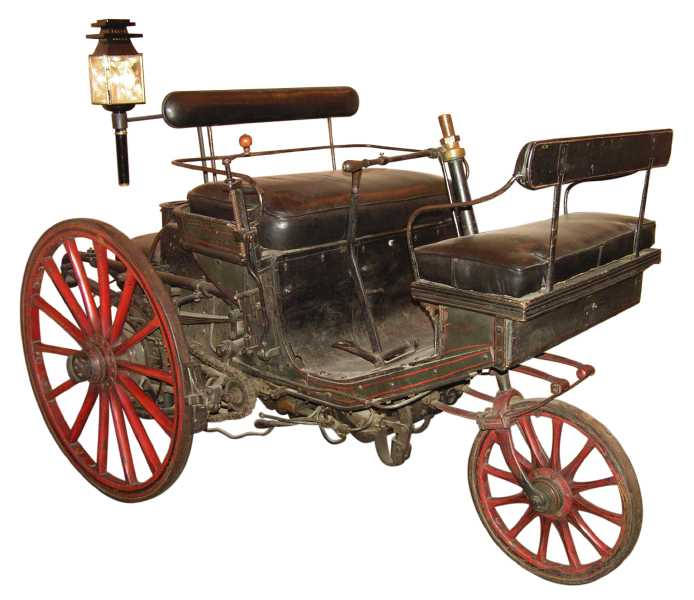
セルポレの三輪車(仏語)
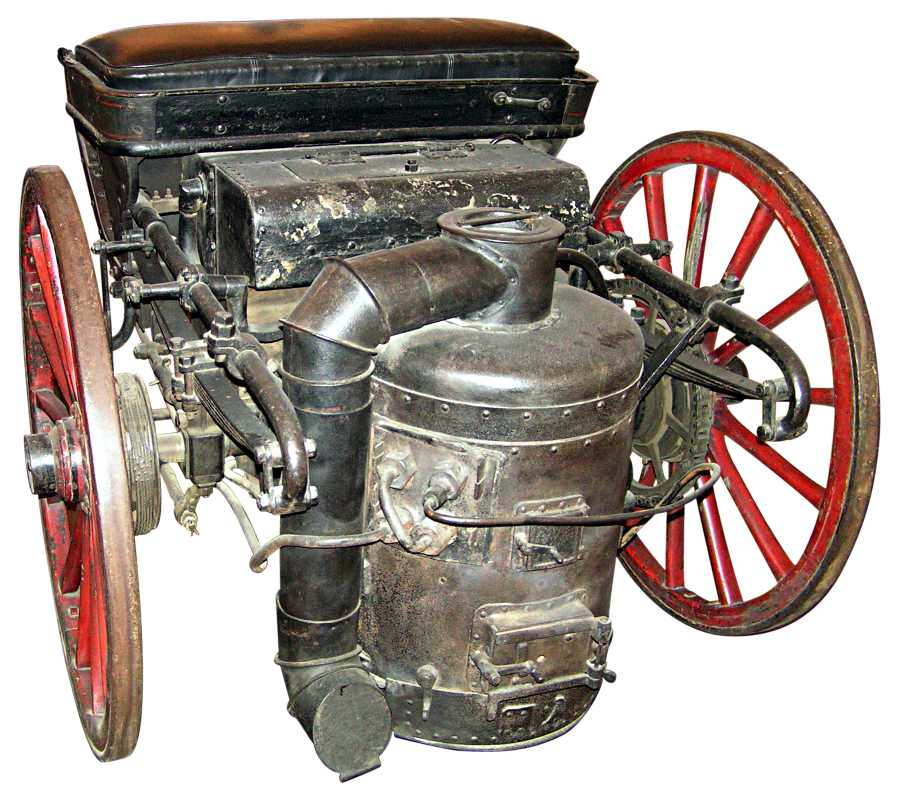
セルポレのエンジン車(仏語)
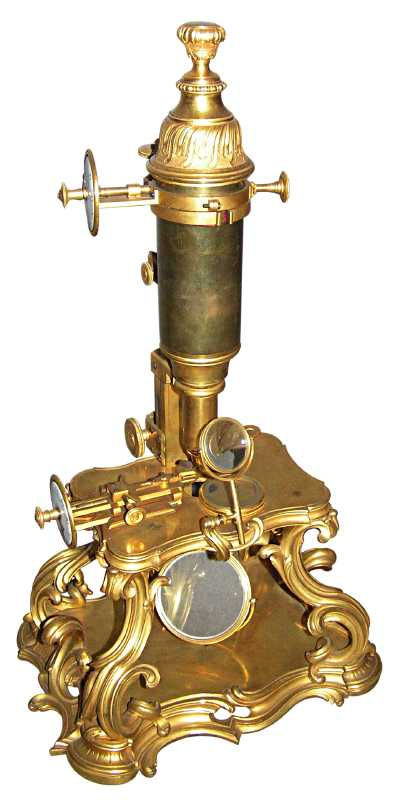
顕微鏡
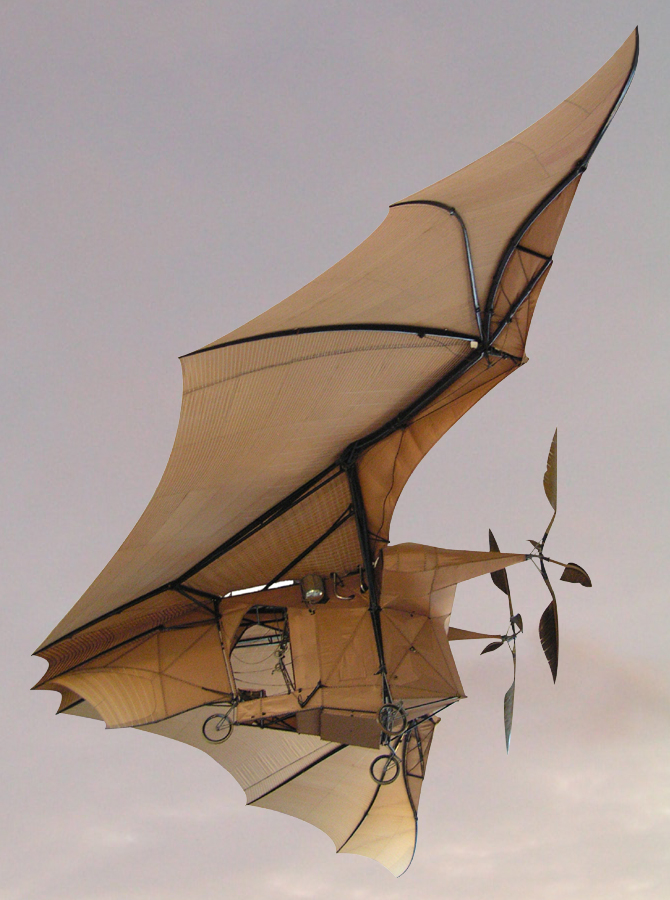
クレマン・アデールの最初の飛行機